# Genentech
Genentech Inc. (повна назва Genetic Engineering Technology, Inc) — американська біотехнологічна компанія, створена 1976 року інвестором Робертом Соунсом та біохіміком Гербертом Бойєром. Штаб-квартира знаходиться в Північному Сан-Франциску (Каліфорнія), США. Також виробничі центри розміщені у Вакавіллі та Оушенсайді (Каліфорнія) і Порріньо (Іспанія). Історично вважається першою біотехнологічною компанією у світі та першопрохідником у галузі рекомбінантної ДНК-технології. Навесні 2009 року швейцарська компанія Roche Holding придбала компанію Genetech за 46,8 млрд доларів США.
Офіційна кількість працівників станом на липень 2021 рік становила 13 539 людей.

## Історія
Компанія була заснована 1976 році венчурний капіталістом Роберт А. Свонсон у співпраці із біохіміком Гербертом Боєром. На початку 1970-х Боєр та його колега Стенлі Норман Коен публічно продемонстрували, що ферменти рестрикції можна використовувати як «ножиці» для вирізання окремих фрагментів ДНК з джерела для лігування в аналогічно розрізаний плазмідний вектор. Коли Коен повернувся до навчання, Боєр, не втрачаючи можливість, звʼязався із Соунсом із пропозицією заснувати компанію — Genetech. Боєр працював з Артуром Ріггсом і Кейічі Ітакурою із Науково-дослідного інституту Бекмана, і ця група стала першою, якій вдалося  успішно експресувати людський ген у бактеріях, що виробляють гормон соматостатин у 1977 році. Потім до команди приєдналися двоє вчених — Девід Геддел і Денніс Клейд, які зробили свій внесок у розробку синтетичного людського інсуліну в 1978 році.
Швейцарська фармацевтична компанія Hoffmann-La Roche придбала частку в Genentech за 2,1 млрд доларів США у 1990 році. 26 березня 2009 року Roche придбала Genentech, купивши акції, які вона ще не контролювала, приблизно за 46,8 млрд доларів США.

## Дослідження
Genetech зосереджує свої дослідження та розробки всередині компанії та через співпрацю із іншими компаніями.

### Список співпраць із компаніями включає
- 2008 — початок співпраці з Roche та її дочірньою компанією GlycArt для розробки обінутузумабу.
- 2010 — співпраця із Університетом Каліфорнії в Сан-Франциско, робота над відкриттям маломолекулярних ліків у неврології.
- 2014 — співпраця із NewLink Genetics із штату Айова, для досліджень інгібіторів контрольних точок, інвестувавши 150 млн доларів США.
- 2015 — співпраця із The Data Incubator, для підготовки наступного покоління науковців з обробки даних.
- 2015 — інвестиція в сумі 60 млн доларів США компанії  23andMe, яка надала Genentech доступ до геномних даних і даних пацієнтів, які є в базі даних 23andMe.
- Червень 2016 — співпраця із Epizyme, для клінічних дослідів, щоб зрозуміти, чи буде інгібітор EZH2 від Epizyme таземетостат синергічний з атезолізумабом від компанії Genentech.
- Серпень 2016 — співпрацю з Carmot Therapeutics, у рамках якої Carmot виявить нових кандидатів, а Genentech залучить до співпраці.
- Вересень 2016 — співпраця із ізраїльською компанією BioLineRx, для досліджень та розробки інгібітору контрольних точок, який Genentech мав намір поєднувати з власним атезолізумабом.

## Хронологічний перелік товарів
1985 — Protropin® (гормон росту для дітей при дефіциті  цієї речовини).
1987 — Activase® (рекомбінантний тканинний активатор плазміногену) — для розчинення тромбозу в пацієнтів з гострим серцевим нападом.
1990 — Actimmune® (інтерферон гамма 1b) — при лікування хронічної гранулематозної хвороби.
1993 — Nutropin® (рекомбінантний — гормон росту для дітей і дорослих.
1994 — Pulmozyme® (дорназа альфа) — інгаляційне лікування для молоді з муковісцидозом.
1997 — Rituxan® (ритуксимаб) — лікування певних типів лімфом.
1998 — Герцептин® (трастузумаб) — лікування метастатичного раку молочної залози у пацієнтів, у яких пухлини надмірно секретують білок HER2.
2000 — TNKase® (тенектеплаза) — для розсмоктування тромбозу в пацієнтів із гострим серцевим нападом.
2003 — Xolair® (омалізумаб) — ін'єкція проти астми.
2003 — Raptiva® (Ефалізумаб) — антитіла,  для припинення активації та реактивації Т-лімфоцитів, що викликає розвиток псоріазу.
2004 — Avastin® (бевацизумаб) — антитіла до фактора росту ендотелію судин VEGF-A — для лікування метастатичного раку товстої або прямої кишки.
2004 — Tarceva® (ерлотиніб) — лікування пацієнтів з локально поширеним раком легені або з середніми чи великими метастатичними клітинами.